# الدوري الإنجليزي لكرة القدم 1951–52
الدوري الإنجليزي لكرة القدم 1951–52 (بالإنجليزية: 1951–52 Football League)‏ هو موسم من دوري كرة القدم الإنجليزي. فاز فيه مانشستر يونايتد.